# Código dos Estados Unidos

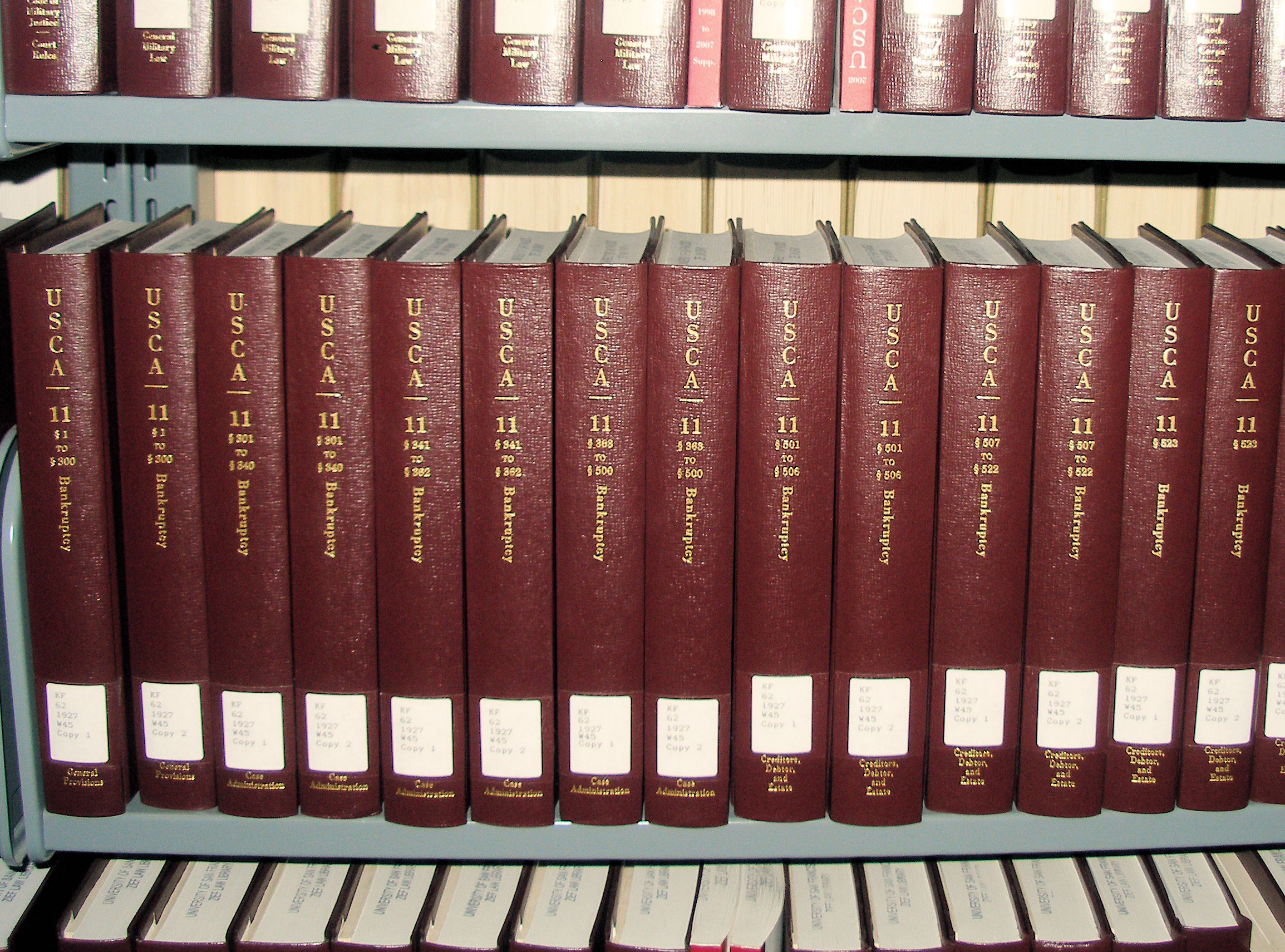
Código dos Estados Unidos

O Código de Leis dos Estados Unidos da América (abreviado como Código de Leis dos Estados Unidos, Código dos Estados Unidos, Código dos EUA, U.S.C. ou USC) é uma compilação e codificação da legislação federal geral e permanente dos Estados Unidos da América. Ele contém 53 títulos (títulos 1 a 54, exceto o Título 53, sendo reservado). A edição completa é publicada a cada seis anos pelo Escritório do Conselho de Revisão de Leis da Câmara dos Representantes, e suplementos cumulativos são publicados anualmente. A versão oficial dessas leis não codificadas no Código dos Estados Unidos pode ser encontrada no Estatutos Gerais dos Estados Unidos.

## Codificação

### Processo
O texto oficial de uma Lei do Congresso é o do "projeto de lei registrado" (tradicionalmente impresso em pergaminho) apresentado ao presidente para sua assinatura ou desaprovação. Após a promulgação de uma lei, o projeto original é entregue ao Escritório do Registro Federal (OFR) dentro dos Arquivos Nacionais e Administração de Documentos (NARA). Após a autorização do OFR, cópias são distribuídas como "leis de deslizamento" pelo Escritório de Publicação do Governo (GPO). O arquivista reúne volumes anuais das leis promulgadas e as publica como Estatutos Gerais dos Estados Unidos. Por lei, o texto dos Estatutos Gerais é "evidência legal" das leis promulgadas pelo Congresso. As leis de deslizamento também são evidências competentes.
Os Estatutos Gerais, no entanto, não são uma ferramenta conveniente para pesquisa jurídica. Eles são organizados estritamente em ordem cronológica, de modo que os estatutos que abordam tópicos relacionados podem estar espalhados por muitos volumes. Os estatutos frequentemente revogam ou alteram leis anteriores, e é necessário uma referência cruzada extensiva para determinar quais leis estão em vigor a qualquer momento.
O Código dos Estados Unidos é o resultado de um esforço para simplificar a descoberta de estatutos relevantes e eficazes, reorganizando-os por assunto e eliminando seções expiradas e emendadas. O Código é mantido pelo Escritório do Conselho de Revisão da Lei (LRC) da Câmara dos Representantes dos EUA. O LRC determina quais estatutos nos Estatutos Gerais dos Estados Unidos devem ser codificados e quais estatutos existentes são afetados por emendas ou revogações, ou simplesmente expiraram por seus próprios termos. O LRC atualiza o código de acordo.
Devido a essa abordagem de codificação, um único estatuto nomeado (como a Lei de Taft–Hartley ou a Lei de Embargo) pode ou não aparecer em um único local no Código. Frequentemente, uma legislação complexa reúne uma série de disposições como forma de abordar um problema social ou governamental; essas disposições geralmente se enquadram em diferentes áreas lógicas do Código. Por exemplo, uma lei que ajude a agricultura familiar pode afetar os itens do Título 7 (Agricultura), Título 26 (Imposto) e Título 43 (Terras Públicas). Quando a lei é codificada, suas várias disposições podem muito bem ser colocadas em diferentes partes desses vários títulos. Traços desse processo são geralmente encontrados nas notas que acompanham a "seção principal" associada ao nome popular e em tabelas de referência cruzada que identificam as seções de código correspondentes a determinados atos do Congresso.
Geralmente, as seções individuais de um estatuto são incorporadas ao Código exatamente como promulgadas; no entanto, algumas vezes as alterações editoriais são feitas pelo LRC (por exemplo, a frase "a data de promulgação desta lei" é substituída pela data real). Embora autorizadas por lei, essas mudanças não constituem lei positiva.

### Status legal
A autoridade para o material no Código dos Estados Unidos vem de sua promulgação através do processo legislativo e não de sua apresentação no Código. Por exemplo, o Código dos Estados Unidos omitiu o 12 U.S.C. § 92 por décadas, aparentemente porque se pensava ter sido revogado. Em sua decisão de 1993 no US National Bank of Oregon v. Agentes Independentes de Seguros da América, o Suprema Corte decidiu que § 92 ainda era uma lei válida.
Por lei, os títulos do Código dos Estados Unidos que não foram promulgados em direito positivo são "evidências prima facie" da lei em vigor. Os Estatutos Gerais dos Estados Unidos continuam sendo a autoridade suprema. Se surgir uma controvérsia quanto à precisão ou integridade da codificação de um título sem representação, os tribunais se voltarão para a linguagem dos Estatutos Gerais dos Estados Unidos. Em caso de conflito entre o texto dos Estatutos Gerais e o texto de uma disposição do Código dos Estados Unidos que não tenha sido promulgada como lei positiva, o texto dos Estatutos Gerais tem precedência.
Por outro lado, se o Congresso promulgar um título específico (ou outro componente) do Código em lei positiva, a promulgação revogará todos os Atos do Congresso anteriores dos quais esse título deriva; em seu lugar, o Congresso atribui ao título do Código a força da lei. Esse processo torna esse título do Código dos Estados Unidos "evidência legal" da lei em vigor. Quando um título foi promulgado em lei positiva, um tribunal não pode permitir nem exigir prova dos Atos do Congresso originais subjacentes.
A distinção entre títulos decretados e não decretados é amplamente acadêmica, porque o Código é quase sempre preciso. O Código dos Estados Unidos é rotineiramente citado pelo Supremo Tribunal e outros tribunais federais sem mencionar essa ressalva teórica. No dia a dia, muitos poucos advogados fazem referência cruzada do Código aos Estatutos Gerais. Tentando capitalizar a possibilidade de que o texto do Código dos Estados Unidos possa diferir dos Estatutos Gerais dos Estados Unidos, Bancroft-Whitney publicou por muitos anos uma série de volumes conhecidos como Serviço de Código dos Estados Unidos (USCS), que usavam verdadeiramente o texto dos Estatutos Gerais dos Estados Unidos.

### Estatutos não codificados
Somente leis "gerais e permanentes" são codificadas no Código dos Estados Unidos; o Código geralmente não inclui disposições que se aplicam apenas a um número limitado de pessoas (uma lei privada) ou por um período limitado, como a maioria dos atos de apropriação ou leis orçamentárias, que se aplicam apenas a um único ano fiscal. Se essas disposições limitadas forem significativas, no entanto, elas podem ser impressas como "notas" nas seções relacionadas do Código. A codificação é baseada no conteúdo das leis, no entanto, não no veículo pelo qual elas são adotadas; assim, por exemplo, se um ato de apropriação contiver disposições substantivas e permanentes (como às vezes é o caso), essas disposições serão incorporadas ao Código, mesmo que tenham sido adotadas como parte de uma emenda não permanente.

## Organização

### Divisões
O Código está dividido em 53 títulos, que tratam de áreas legislativas amplas e organizadas logicamente. Os títulos podem opcionalmente ser divididos em subtítulos, partes, subpartes, capítulos e subcapítulos. Todos os títulos têm seções (representadas por um §), como suas unidades coerentes básicas, e as seções são numeradas sequencialmente em todo o título, sem levar em consideração as divisões de títulos mencionadas anteriormente. As seções são geralmente divididas em subseções (da maior para a menor), parágrafos, subparágrafos, cláusulas, subcláusulas, itens e subitens. O Congresso, por convenção, nomeia uma subdivisão específica de uma seção de acordo com seu maior elemento. Por exemplo, "subseção (c)(3)(B)(iv)" não é uma subseção, mas uma cláusula, a saber a cláusula (iv) do subparágrafo (B) do parágrafo (3) da subseção (c); se a identidade da subseção e do parágrafo fosse clara a partir do contexto, a pessoa se referiria à cláusula como "subparágrafo (B)(iv)".
Nem todos os títulos usam a mesma série de subdivisões acima do nível da seção e podem organizá-los em ordem diferente.